# Michelle Wie
Michelle Sung Wie (/ˈwiː/; 11 de octubre de 1989) es una golfista profesional estadounidense que disputa el LPGA. A los 11 años se convirtió en la golfista más joven en clasificarse para el campeonato aficionado USGA. A los 15 años se convirtió en profesional, en 2005, obteniendo el Abierto de los Estados Unidos en 2014. En total ha ganado cuatro títulos profesionales.

## Biografía

### Aficionada
A los 10 años se convirtió en la mujer más joven en clasificarse para el Campeonato Femenino de la USGA, en 2000. Ese año también ganó la Honolulu Mayor’s Cup. En la temporada 2001-02 ganó el torneo de campeonas de la Hawaii State Junior Golf Association’s y fue la ganadora más joven de la historia en el Jennie K. Wilson Invitational y en el campeonato Hawaii State Women’s Stroke Play.
Compitió por primera vez en un evento LPGA en el LPGA Takefuji Classic en 2002, convirtiéndose en la golfista más joven en clasificarse para un evento de la LPGA con 12 años, 4 meses y 14 días. Al año siguiente se convirtió en la ganadora más joven en ganar un evento para adultos de la USGA, tras derrotar a Virada Nirapathpongporn. A los 14 años fue la jugadora más joven en la historia en competir en la copa Curtis, en la que registró una marca de 2-2 para ayudar en la victoria de su país.

### Profesional

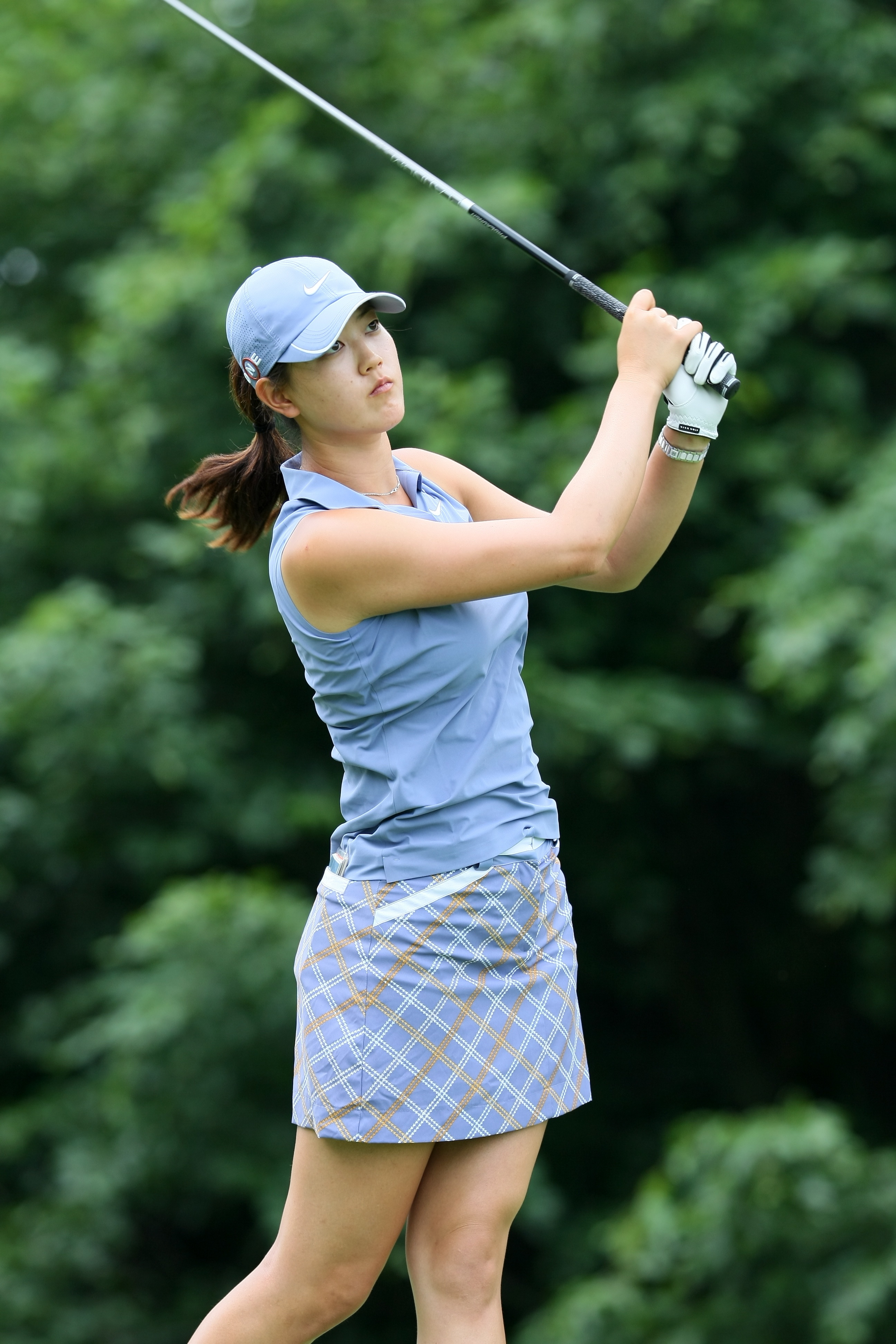
Wie en el campeonato LPGA en 2009.

En 2005 se convirtió en profesional, pero en una de sus primeras competiciones, en el campeonato del mundo Samsung 2005 fue descalificada por violación de las reglas. Dos años más tarde sufrió varias lesiones en las muñecas, primero se rompió la izquierda corriendo, y después también tuvo problemas con la derecha.
En 2009 consiguió dos segundos puestos y dos terceros antes de obtener su primer título de la LPGA en el Lorena Ochoa Invitational. Consiguió el primer puesto con una tarjeta de 275 golpes, 13 bajo el par del campo, por delante de Paula Creamer (277 golpes), Morgan Pressel y Cristie Kerr (ambas 278 golpes). Al año siguiente obtuvo su segunda victoria en la LPGA ganando el Abierto de Canadá con tres golpes de ventaja con respecto a Jiyai Shin y Kristy McPherson.
En 2014 obtuvo dos títulos, el primero fue el LPGA Lotte Championship con el cual ascendió hasta el puesto 13 en la clasificación mundial. Dos meses más tarde ganó el título más importante de su carrera, el Abierto de los Estados Unidos. En la primera ronda quedó en segundo lugar, a un golpe de Stacy Lewis, pero en la segunda y en la tercera fue primera. En la final estuvo presionada por los 66 golpes de Stacy Lewis, pero Wie terminó con 70, aventajando en dos golpes a su compatriota. Sumó un total de 278 golpes, dos bajo el par del campo, ganando 720.000 dólares por su victoria. Tras esta victoria pasó del undécimo puesto mundial al séptimo, terminando la temporada en el sexto lugar.

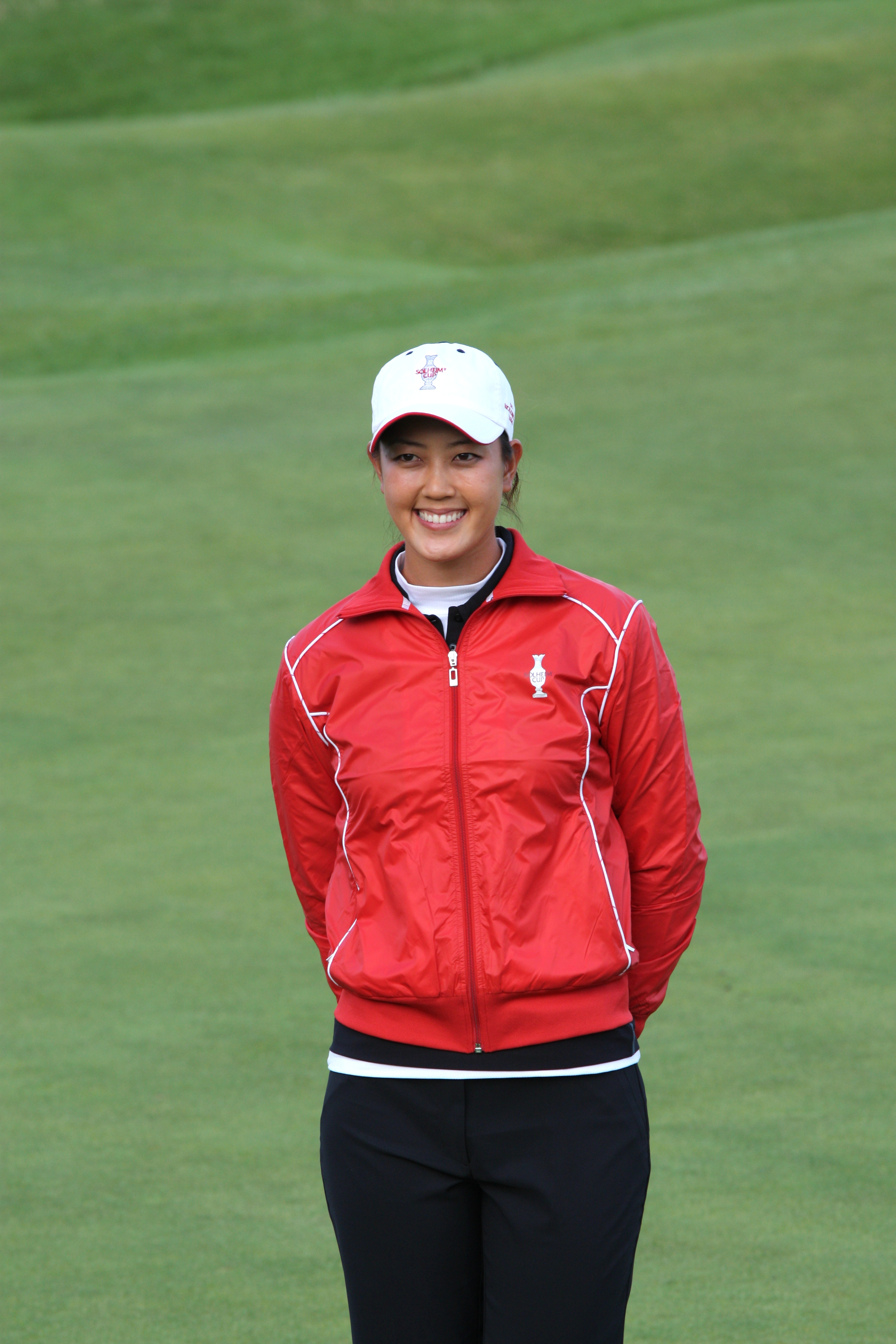
Wie en la Solheim Cup de 2009.

En 2015 y en el décimo puesto mundial tuvo que retirarse del Kingsmill Championship de Virginia debido a una lesión en el tobillo. Tuvo una temporada bastante discreta, sin conseguir entrar en el top-10 de la clasificación mundial en ningún momento durante el año.
En 2016 aceptó participar en el torneo masculino Sony Open de Hawái. Hasta entonces había participado en 17 torneos masculinos, siete de ellos del PGA Tour estadounidense, pero no había pasado el corte en ninguno de ellos. Recibió muchas críticas por el hecho de intentar ganar dinero y no conseguir un buen palmarés. Era la tercera mujer mejor pagada del mundo tras Maria Sharapova y Serena Williams, tras firmar contratos con Sony, Nike y Omega.

## Victorias profesionales

### LPGA (4)
| Resumen             |
| Torneos mayores (1) |
| LPGA (3)            |

| N.º | Fecha                   | Torneo                        | Marcador              | Margen    | Subcampeona                                                | Ganancia ($) |
| --- | ----------------------- | ----------------------------- | --------------------- | --------- | ---------------------------------------------------------- | ------------ |
| 1   | 15 de noviembre de 2009 | Lorena Ochoa Invitational     | −13 (70-66-70-69=275) | 2 strokes | Paula Creamer                                              | 220,000      |
| 2   | 29 de agosto de 2010    | Abierto de Canadá             | −12 (65-69-72-70=276) | 3 strokes | Jee Young Lee Kristy McPherson Suzann Pettersen Jiyai Shin | 337,500      |
| 3   | 19 de abril de 2014     | LPGA Lotte Championship       | −14 (70-67-70-67=274) | 2 strokes | Angela Stanford                                            | 255,000      |
| 4   | 22 de junio de 2014     | Abierto de los Estados Unidos | −2 (68-68-72-70=278)  | 2 strokes | Stacy Lewis                                                | 720,000      |

## Torneos mayores

### Victorias (1)
| Año  | Campeonato                    | Marcador             | Margen    | Subcampeona |
| ---- | ----------------------------- | -------------------- | --------- | ----------- |
| 2014 | Abierto de los Estados Unidos | −2 (68-68-72-70=278) | 2 strokes | Stacy Lewis |

### Línea temporal
| Torneo                        | 2003 | 2004  | 2005 | 2006 | 2007 | 2008 | 2009 |
| ----------------------------- | ---- | ----- | ---- | ---- | ---- | ---- | ---- |
| Campeonato Kraft Nabisco      | T9A  | 4A    | T14A | T3   | ND   | ND   | T67  |
| Campeonato de la LPGA         | ND   | ND    | 2A   | T5   | 84   | ND   | T23  |
| Abierto de los Estados Unidos | T39  | T13TA | T23  | T3   | RET  | COR  | ND   |
| Abierto Británico             | ND   | ND    | T3A  | T26  | COR  | ND   | T11  |

| Tournament                    | 2010 | 2011 | 2012 | 2013 | 2014 | 2015 | 2016 |
| ----------------------------- | ---- | ---- | ---- | ---- | ---- | ---- | ---- |
| Campeonato Kraft Nabisco      | T27  | 6    | COR  | T41  | 2    | T57  | T36  |
| Campeonato de la LPGA         | T19  | T72  | COR  | T9   | ND   | T41  | COR  |
| Abierto de los Estados Unidos | COR  | T55  | T35  | RET  | 1    | 11   | COR  |
| Abierto Británico             | T17  | T28  | T13  | T56  | COR  | RET  | COR  |
| Campeonato Evian ^            |      |      |      | T37  | RET  | T16  | T55  |

^ El Campeonato Evian fue añadido como torneo mayor en 2013.

A = Aficionada

ND = no disputado

COR = no pasó el corte

RET = retirada

Fondo amarilla indica que estuvo en el top-10, el verde que ganó.

### Resumen
| Torneo                        | Victorias | 2º | 3º | Top-5 | Top-10 | Top-25 | Eventos | Corte |
| ----------------------------- | --------- | -- | -- | ----- | ------ | ------ | ------- | ----- |
| Campeonato Kraft Nabisco      | 0         | 1  | 1  | 3     | 5      | 6      | 12      | 11    |
| Campeonato de la LPGA         | 0         | 1  | 0  | 2     | 3      | 5      | 10      | 8     |
| Abierto de los Estados Unidos | 1         | 0  | 1  | 2     | 2      | 5      | 13      | 8     |
| Abierto Británico             | 0         | 0  | 1  | 1     | 1      | 4      | 11      | 7     |
| Campeonato Evian              | 0         | 0  | 0  | 0     | 0      | 1      | 4       | 3     |
| Total                         | 1         | 2  | 3  | 8     | 11     | 21     | 50      | 37    |

## Ranking mundial
Posición en el ranking mundial al final de cada año.
| Año  | Ranking | Referencias |
| ---- | ------- | ----------- |
| 2006 | 11      | [ 14 ]      |
| 2007 | 71      | [ 15 ]      |
| 2008 | 238     | [ 16 ]      |
| 2009 | 10      | [ 17 ]      |
| 2010 | 10      | [ 18 ]      |
| 2011 | 17      | [ 19 ]      |
| 2012 | 62      | [ 20 ]      |
| 2013 | 61      | [ 21 ]      |
| 2014 | 6       | [ 22 ]      |
| 2015 | 28      | [ 23 ]      |
| 2016 | 173     | [ 24 ]      |

## Vida personal
Su padre fue profesor en la Universidad de Hawái y su abuelo profesor emérito de la Universidad de Seúl. En 2007 comenzó sus estudios de comunicación en la Universidad de Stanford a tiempo parcial, finalizando el grado en 2012.